# Vero all'alba
Vero all'alba (True at First Light) è un romanzo dello scrittore statunitense Ernest Hemingway pubblicato postumo nel 1999.
Il romanzo, a carattere autobiografico, fu composto fra il 1954 e il 1956 al ritorno del safari fatto in Kenya della durata di cinque mesi.
Il dattiloscritto, che è stato custodito per molti anni nell'archivio delle opere non consultabili della "Kennedy Library" di Boston, è stato trovato e recuperato dal figlio Patrick che ha voluto curarne personalmente l'edizione.
Il libro si apre con una introduzione scritta da Patrick Hemingway a Bozeman in Montana il 16 luglio 1998, è composto da venti capitoli e termina con l'Elenco dei personaggi e con un Glossario dei termini Lingua swahili.

## Trama
Il cacciatore Pop, che è il grande amico di Hemingway, deve partire perché alla fattoria c'è bisogno di lui. Dopo aver dato molti consigli a Hemingway è così costretto a lasciarlo da solo al campo. Con lui c'è la moglie Mary. La situazione è difficile e nell'aria c'è molta tensione. Sembra infatti che una tribù ostile di Mau Mau wakamba possa attaccarli, ma tra vari imprevisti le battute di caccia proseguono con successo. In un villaggio situato sulle pendici del monte Kilimangiaro abita Debba, una giovane wakamba, che vorrebbe diventare la seconda moglie di Hemingway che non cerca certamente di dissuaderla.
Nel romanzo Hemingway ci fa conoscere la cultura degli uomini del safari, ci racconta le imprese compiute al loro fianco, ricorda i giorni trascorsi in Spagna e a Parigi e riflette sull'arte dello scrivere.

## Edizioni
- Ernest Hemingway, Vero all'alba, traduzione di Laura Grimaldi, collana Scrittori italiani e stranieri, Arnoldo Mondadori, 1999,  p. 377, ISBN 88-04-45832-1.